# Trojan (AVRE)
Trojan – pojazd wsparcia technicznego i rozminowania produkcji brytyjskiej używany przez saperów Armii Brytyjskiej do usuwania pól minowych w rejonach konfliktów zbrojnych oraz wielu innych zadań związanych z zabezpieczeniem technicznym. Pojazd jest również określany mianem AVRE (skrót od: Armoured Vehicle Royal Engineers) co jest związane z funkcją pełnioną przez niego w Brytyjskiej Armii.

## Charakterystyka
Pojazd został zbudowany na podwoziu czołgu Challanger 2 jednak w miejscu wieży posiada on hydrauliczne ramię zdolne do przenoszenia obiektów w pewnej odległości od pojazdu. Ramię jest również wykorzystywane do rozwijania faszyn przed i za pojazdem. Pojazd posiada pług przystosowany do rozminowywania, jest on umieszczony z przodu i wyposażony w grabię, które naruszając strukturę gleby detonują ewentualne miny i inne ładunki zakopane pod powierzchnią ziemi. Pojazd może być również wykorzystany jako pług torujący drogę innym pojazdom. 
Jedyne uzbrojenie Trojana stanowi jeden zamontowany obok włazu karabin maszynowy kal. 7,62 mm.
Pojazd może być wyposażony w zestaw do oczyszczania pól minowych, wystrzeliwujący ładunki, których detonacja następuje po upadku na ziemię. W ten sposób możliwe jest oczyszczenie pasa ziemi o szerokości siedmiu i długości 230 metrów.

## Historia
Pojazd został zbudowany w zakładach BAE Systems Land Systems. Został przetestowany w 2007 roku przez wojsko angielskie. Większość pojazdów tego typu znajduje się w Kanadzie skąd są transportowane na ćwiczenia przeprowadzane przez armię.
Chrzest bojowy Trojan przeszedł podczas operacji w Afganistanie w roku 2009. Podczas operacji Musztarak pojazdy tego typu zostały użyte do oczyszczania terenu z min IED na obszarach działania wojsk brytyjskich. Do tej pory wyprodukowano 33 pojazdy tego typu.
Na podwoziu czołgu Challanger 2 zbudowano również pojazd do kładzenia mostu pontonowego Titan. Wyprodukowano 33 mosty pontonowe oparte na tej konstrukcji.